# 承豐道
承豐道（英語：Shing Fung Road）是香港九龍啟德的一條道路，位於舊啟德機場跑道範圍內，貫穿前機場跑道；機場關閉後，因跑道南端用地為啟德高爾夫城所租用，為了方便交通，有關部門曾經將無植被的跑道路段與啟德第三滑行道橋（現已重新命名為啟德橋，而道路則分兩階段抬高，以容納各種公用管道）連接一起，以讓高爾夫車輛可以進入；2011年為配合碼頭的興建而再把道路平整化，2012年起始名為承豐道，取承字與乘字同音，有乘風而去之意，可以從中反映啟德從過去的機場承繼豐碩的遺產。而該道路暫仍為啟德發展區內最長，也是啟德發展區內最南端的道路。
而由於當局有意把前跑道北岸擬作海濱長廊，故原有絕大部分的承豐道於2019年12月30日下午2時起永久封閉，而代替道路D3A亦同時成為承豐道的主體部分。話雖如此，地政總署要延至2020年6月12日才對上述修訂正式刊憲，同時亦將連接承昌道一段劃歸啟德橋。
另外，承豐道北邊沿跑道區延伸至近啟德體育園主場，並與承啟道和沐泰街交界連接；當中，穿越擬建都會公園的路段低於水平面，採用明挖回填方式興建，而中九龍幹線附近一段則抬升以跨過該幹線。北延路段於2022年12月31日下午2時通車，初期只開通北行的兩條行車線，將其中一條行車線改作南行。

## 交通
- 啟德郵輪碼頭接駁巴士所有線路，為往返啟德郵輪碼頭的乘客提供免費服務。

承豐道設有巴士站，供以下路線停靠。
- 九龍巴士5R線
- 城巴20A線
- 城巴22線
- 城巴22D線
- 城巴22M線
- 九龍區專線小巴86線

## 鄰近建築物
- 啟德海灣（承豐道15號）
- Double Coast（承豐道19號）
- 維港1號（承豐道21號）
- MIAMI QUAY（承豐道23號）
- 柏蔚森（承景街2號）
- 天璽•海（承豐道26號）
- 天瀧（承豐道22號）
- 維港雙鑽 (承豐道19號)
- Victoria Blossom (承豐道16號)
- 啟德郵輪碼頭及啟德郵輪碼頭公園 （承豐道33號）
- 啟德跑道公園
- 啟德橋
- 承昌道
- 觀塘避風塘